# Langeweer
Langeweer is een buurtschap in de gemeente Westerkwartier in de Nederlandse provincie Groningen. De buurt bestaat uit een aantal boerderijen langs de Langeweersterweg, die van Aduard naar Den Horn loopt. Een van deze boerderijen staat op een wierde.

## Geschiedenis
De naam verwijst naar een voorwerk dat zich bevond op een hier gelegen wierde, die momenteel op 2,18 meter boven NAP ligt. Deze wierde was reeds voor de middeleeuwen behuisd. In de 13e eeuw werd de Langeweerster polder ingedijkt waarna het voorwerk Langeweer van het klooster van Aduard verrees, waarbij tussen 1329 en 1350 ook een kapel werd gebouwd door abt Fredericus Gayckinga, die ook onder andere de kapel van Lagemeeden en het klooster Sint Anna (Sint-Annen) stichtte en afkomstig was van de Gaykingaheerd van Wierum (eigenlijk bij Gaaikemadijk). Langeweer werd in die tijd nog geschreven als Longawert, waarvan de betekenis onzeker is; het zou "lange wierde" kunnen betekenen, maar zou ook kunnen verwijzen naar het water De Weer, die ten zuiden van de Weersterweg (ten zuidwesten van Hoogemeeden) loopt.
Bij de wierde lagen enkele tichelwerken. In 1514 werden de drie huizen die er toen stonden verwoest door een legermacht van 300 man onder leiding van graaf Edzard. Een deel van de gracht van het voorwerk aan zuidzijde resteert nog in de vorm van een greppel. Later werd de wierde ingedeeld bij het kerspel Hooge- en Lagemeeden, waarvan de kerk in de 19e eeuw werd verplaatst naar Den Horn. De wierde is in het verleden deels afgegraven aan noordzijde. Ook het zuidwestelijke deel is deels afgegraven.

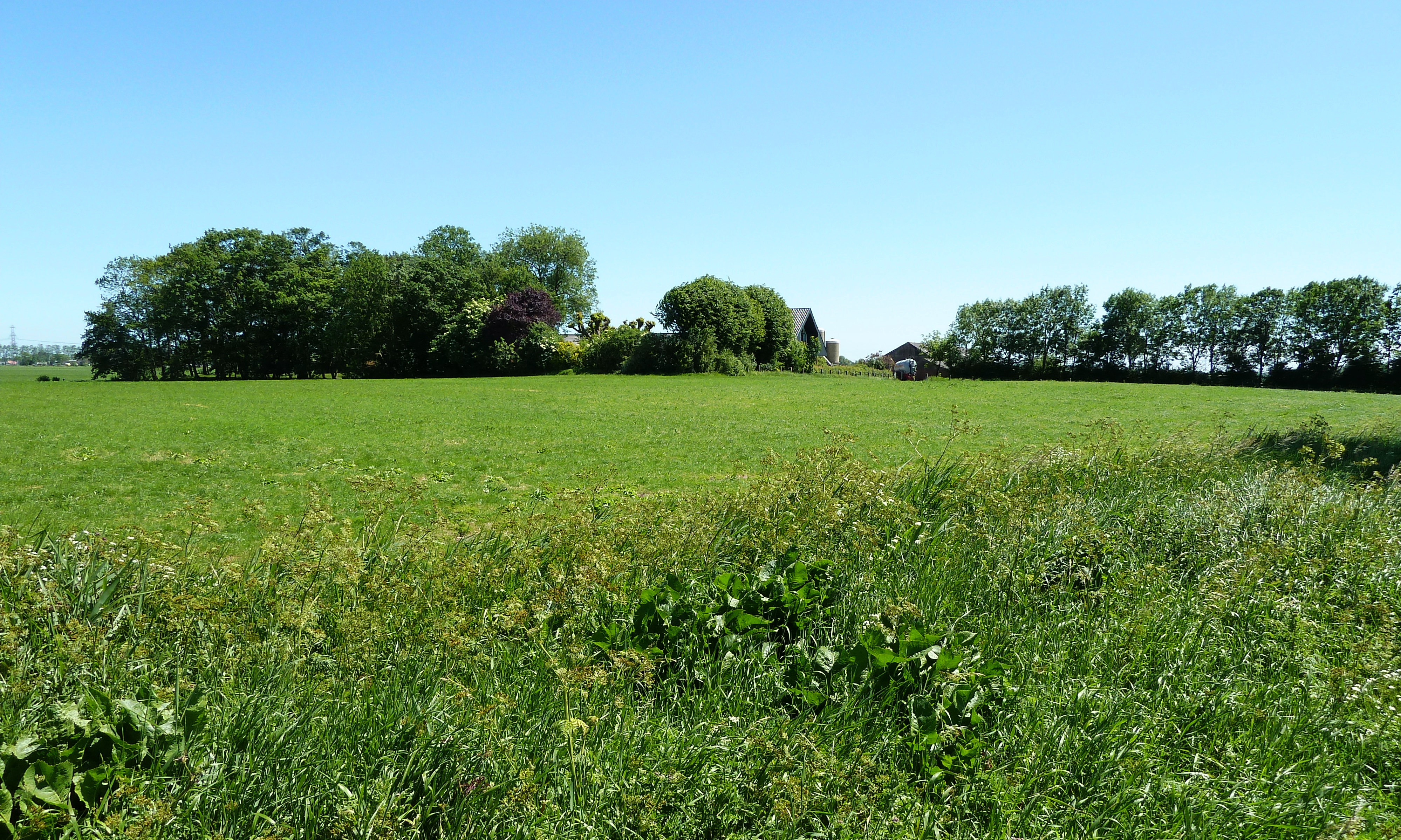
De wierde gezien vanuit het noordwesten
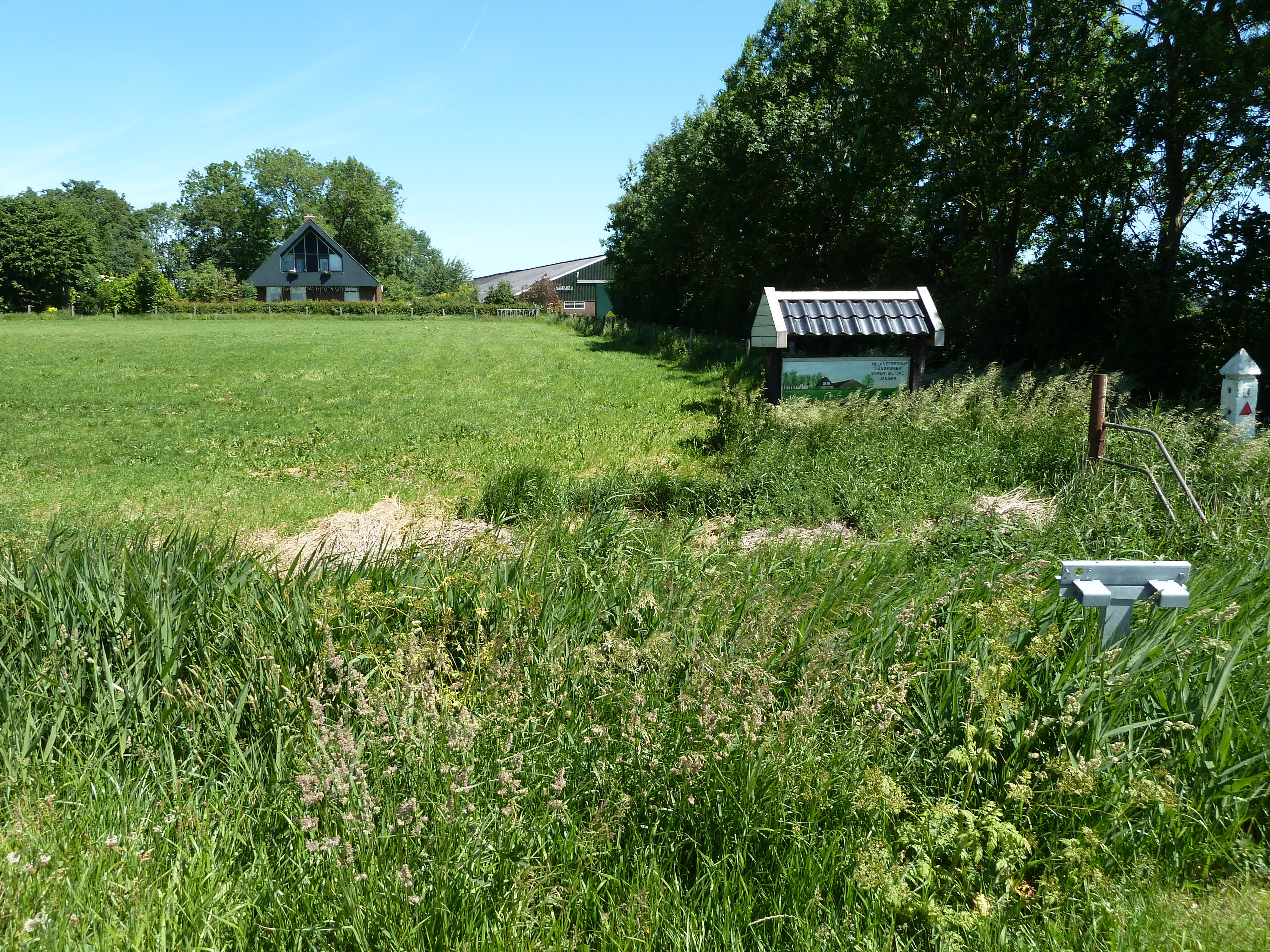
Ingang naar boerderij Langeweer